# Audun-le-Tiche
Audun-le-Tiche este o comună franceză de frontieră cu Marele Ducat al Luxemburgului, situată în departamentul Moselle, în Lorena, în regiunea Grand Est.

## Geografie

### Localizare
Comuna Audun-le-Tiche este situată în nord-vestul departamentului Moselle, pe malurile râului Alzette, la granițele cu Meurthe-et-Moselle și Luxemburg, la 1 kilometru de Villerupt și la 2 kilometri de orașul luxemburghez Esch-sur-Alzette.

### Comune limitrofe
| Russange       | Esch-sur-Alzette (Luxemburg) |                       |
| Villerupt      |                              | Rumelange (Luxemburg) |
| Aumetz Crusnes |                              | Ottange               |

### Hidrografie

#### Rețeaua hidrografică
Comuna este situată în bazinul hidrografic al Rinului, în cadrul bazinului Rin-Meuse. Este traversată de râul Alzette și pârâul Beler.

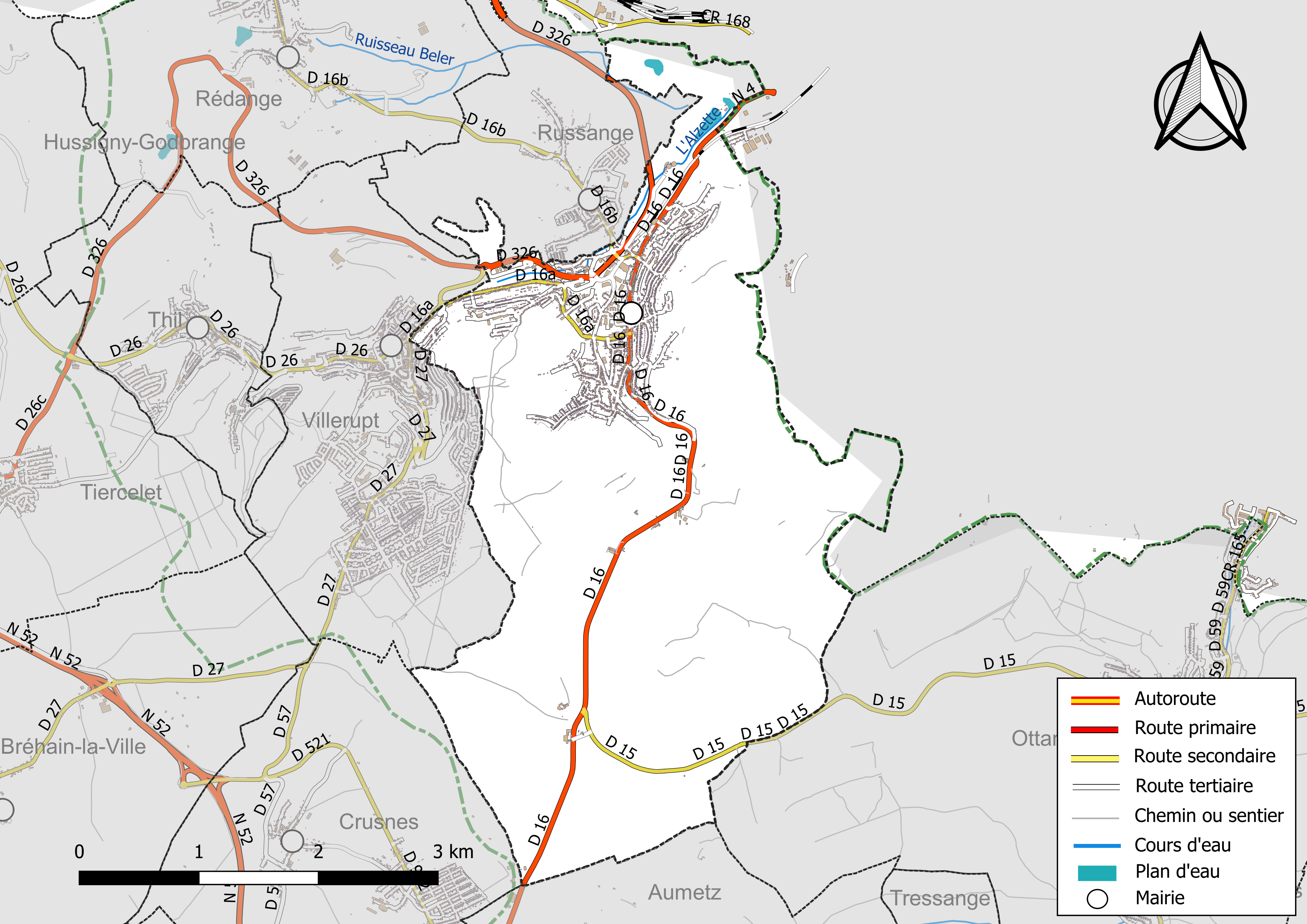
Rețelele hidrografică și rutieră din Audun-le-Tiche.

### Climă
În 2010, clima comunei era de tip montan, conform unui studiu al CNRS, bazat pe o serie de date aferente perioadei 1971-2000. În 2020, Météo-France a publicat o tipologie a climatului din Franța metropolitană, în care comuna este clasificată cu un climat semi-continental și se află în regiunea climatică Lorena, platoul Langres, Morvan, caracterizată printr-o iarnă aspră (1,5 °C), vânturi moderate și ceață frecventă în toamnă și iarnă.
Pentru perioada 1971-2000, temperatura medie anuală este de 8,9 °C, cu o amplitudine termică anuală de 16,7 °C. Cantitatea medie anuală de precipitații este de 918 mm, cu 13,5 zile de precipitații în ianuarie și 9,2 zile în iulie. Pentru perioada 1991-2020, temperatura medie anuală observată la stația meteorologică cea mai apropiată, situată în comuna Amnéville la 27 km distanță în linie dreaptă, este de 10,2 °C, iar cantitatea medie anuală de precipitații este de 884,1 mm.
Pentru viitor, parametrii climatici estimati pentru comună, pentru anul 2050, conform diferitelor scenarii de emisii de gaze cu efect de seră, pot fi consultati pe un site dedicat publicat de Météo-France în noiembrie 2022.

## Urbanism

### Tipologie
La 1 ianuarie 2024, Audun-le-Tiche este clasificată ca centură urbană, conform noii grile comunale de densitate cu șapte niveluri definită de INSEE (Institutul Național de Statistică și Studii Economice) în 2022. Aparține unității urbane Esch-sur-Alzette (LUX)-Villerupt (partea franceză), o aglomerație internațională care reunește cinci comune, dintre care este oraș-centru. De asemenea, comuna face parte din zona metropolitană a Luxemburgului (partea franceză), fiind o comună din coroana acesteia. Această zonă, care cuprinde 115 comune, este clasificată în categoriile de 700 000 de locuitori sau mai mult (exceptând Parisul).

### Utilizarea terenului
Ocuparea solului comunei, așa cum reiese din baza de date europeană de ocupare biofizică a solului Corine Land Cover (CLC), este marcată de importanța pădurilor și a mediilor semi-naturale (46,2% în 2018), o proporție sensibil echivalentă cu cea din 1990 (46,4%). Distribuția detaliată în 2018 este următoarea: păduri (45,4%), terenuri arabile (30,5%), zone urbanizate (14,4%), mine, depozite de deșeuri și șantiere (3,7%), pajiști (2,9%), culturi permanente (2,3%), medii cu vegetație arbustivă și/sau ierboasă (0,8%), zone industriale sau comerciale și rețele de comunicații (0,1%). Evoluția ocupării terenurilor în comună și a infrastructurilor sale poate fi observată pe diferitele reprezentări cartografice ale teritoriului: harta Cassini (secolul XVIII), harta de stat-major (1820-1866) și hărțile sau fotografiile aeriene ale IGN pentru perioada actuală (1950 până în prezent).

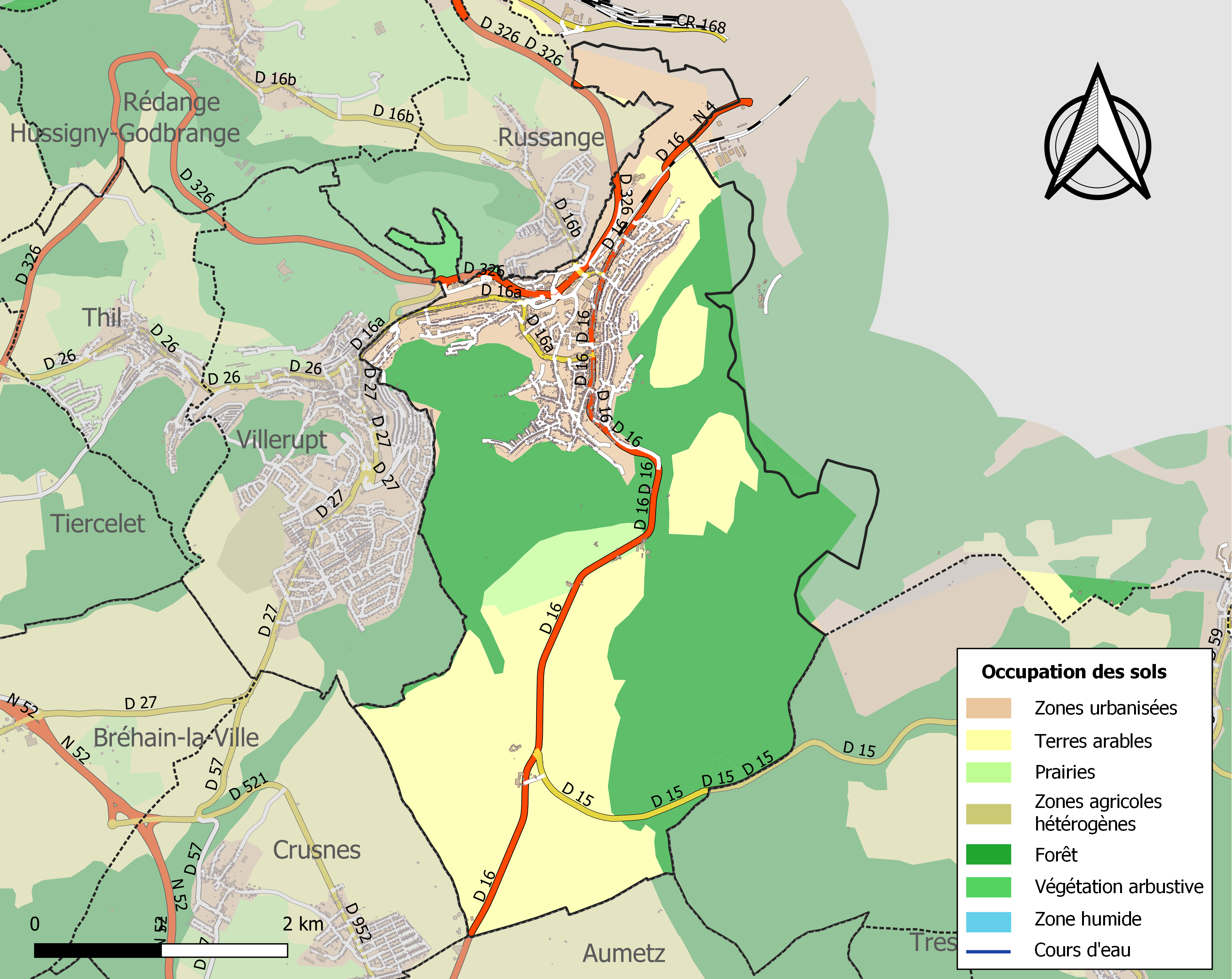
Harta infrastructurii și utilizării terenului a comunei în 2018 (CLC).

## Toponimie

### Audun-le-Tiche
Numele localității este atestat sub formele: Aqueductus în 898; Audeux le Thieux în 1289; Aydoch în 1342; Aydoth în 1347; Adecht în 1371; Awedeux, Audieux, Audeux le Thieux în 1389; Adicht în 1404; Adud în 1689; Audun-la-Tiche în 1756; Audun le Tige în 1793; Audun-le-Tiche în 1801, Deutschot între 1871 și 1918.
Forma savantă în latină medievală Aqueductus „apeduct”, atestată în secolul al IX-lea, poate explica din punct de vedere fonetic formele ulterioare Audeux, Awedeux, identice cu cele ale localității Audun-le-Roman (Awedeux și Awdeux în 1304; Audeue-le-Romain în 1776). În ambele cazuri este probabil vorba de o evoluție a galo-romanei AQUADUCTU, provenită din latinescul aquaeductus „apeduct”. Forma regulată Audeu corespunde pronunției locale în lorena romană, Audun fiind o alterare tardivă și savantă.
Determinantul complementar „le Thieux”, apărut în secolul al XIV-lea, servește la distincția față de satul omofon Audun-le-Roman, căruia îi datorează probabil alterarea lui Audeux în Audun. „Thieux” înseamnă „francică lorenă” în franceza veche și se referă la limba vorbită „thioise”, adică „tudesque” („thiois” fiind adjectivul masculin și „thie(s)che” vechiul adjectiv feminin). Audun este într-adevăr situat în Lorena thioise. „Thieux” a fost alterat în „Tiche” mai târziu, probabil sub influența dialectului germanic.
Comuna este numită în germană: Teutsch Oth și Teutsch Altheim (1868), Deutsch-Oth și Deutschoth (1871-1918 și 1940-1944). În luxemburgheza standard: Däitsch-Oth, Deutsch-Oth (pronunțat „déïtch otte”). În luxemburgheza dialectală din Lorena: Ot, Adicht și Edicht.
Există un vechi cuvânt german adduch, aeduch, anduch cu sensul de „conductă de apă, canalizare, șanț umplut cu apă”, provenind el însuși din galo-romana AQUA(E)DUCTU, este vorba fără îndoială de grafii greșite pentru aducht atestat în germana medie înaltă, sau sub o formă mai conservatoare āduht. Acesta provine din vechiul înalt german agedoht cu același sens și provenind în ultimă instanță, ca și cuvântul romanic, din latinescul aquaeductus.

### Hirps
Yerpes (1333), Irpes (1722), Hirpe (1779). Hirpes în luxemburgheză.

## Istorie

### Evul Mediu

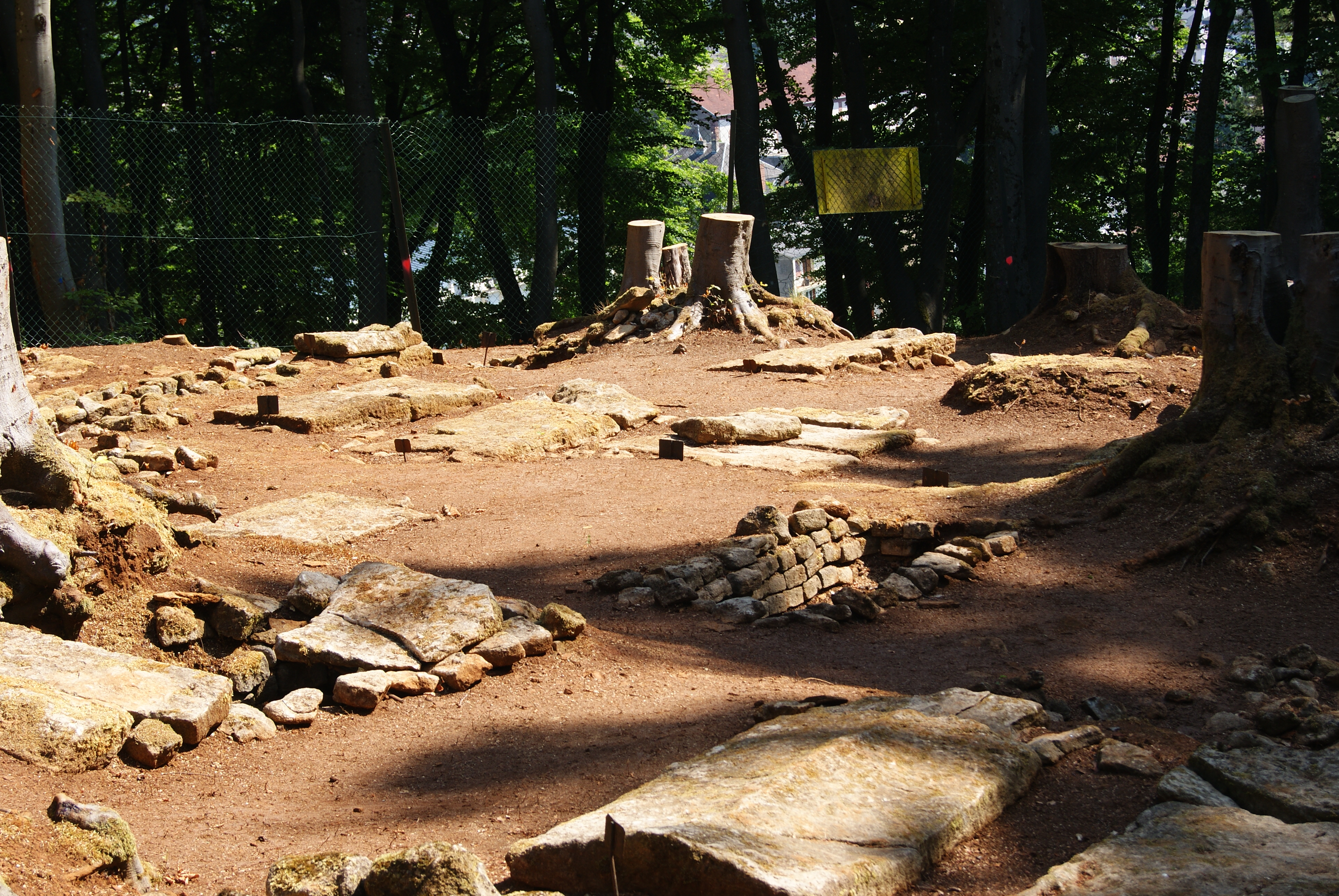
Necropola merovingiană.

Audun își datorează faima epocii merovingiene: o mare necropolă francă din secolul al VII-lea, originală prin numeroase aspecte, a fost într-adevăr excavată aici, dezvăluind arme, bijuterii, accesorii vestimentare care au însoțit defuncții în cele 200 de morminte descoperite. Interesul primordial al acestui sit - în afară de riturile funerare neobișnuite - rezidă în aranjamentul extraordinar al mormintelor, confecționate cu grijă din pietre reutilizate provenind din situl galo-roman foarte apropiat. Mii de pietre brute au fost astfel refolosite. Acesta este până în prezent cel mai vast sit merovingian din Moselle care a fost publicat. De aici provine și o rară cruce de piatră, înscrisă în Inventarul Suplimentar al Monumentelor Istorice, datând de la sfârșitul secolului al VII-lea și atestând o practică creștină încă din acea epocă. Necropola este înscrisă pe lista monumentelor istorice prin decretul din 1 decembrie 2016, apoi clasificată prin decretul din 3 decembrie 2021.
Limba veche germană (din 750 d.Hr. până în 1050) avea 6 zone geografice dialectale: francă mijlocie (Mittelfränkisch), francă renană (Rheinfränkisch), francă estică (Ostfränkisch), francă sud-renană (Süd-Rheinfränkisch), alemanică (Alemannish) și bavareză (Bairisch). Audun-le-Tiche făcea parte din zona geografică dialectală francă mijlocie, la fel ca și prestigioasele abații din Trier, Echternach, Köln și Aachen.
Săpături efectuate în 1995 au scos la lumină rămășițele unei mori hidraulice din epoca carolingiană, datată între anii 840 - 850. Tehnologia sa se bazează pe cea din antichitate, așa cum este descrisă în scrierile lui Vitruviu, arhitect roman din secolul I d.Hr. Datorită bogăției sitului, care a furnizat peste două sute de obiecte, în principal piese de lemn prelucrate: palete (pale monoxile, dintre care unele sunt datate 802-803, pale asamblate din secolul al X-lea), fusuri ale roții de transmisie, pene, cepuri etc., precum și fragmente de pietre de moară, arheologii au putut stabili cu certitudine că era vorba de o moară de apă. În plus, au fost identificate urme ale unei amenajări destinate să dea putere fluxului hidraulic, în special stâlpi corespunzători canalului de aducțiune. Roata cu palete seamănă cu cea găsită la Dasing în Suabia. Lemnul folosit era de fag și stejar. Între stâlpi au fost găsite mai multe fragmente de pietre de moară din bazalt de Eifel, dar este dificil de stabilit numărul exact al acestor pietre de moară din cauza fragmentării lor extreme. Poate că au fost doar patru. Cele zece ciocane de lemn găsite pe sit au servit probabil la zdrobirea fibrelor, ipoteză întărită de prezența unui bazin de formă pătrată în amonte de canalul de aducțiune, care pare să fi servit la topire. În cele din urmă, se poate observa că nu s-a găsit niciun cui pe sit. Reconstituirea acestei roți de dedesubt (roată cu diametrul de 150 cm, cu 4 spițe și 20 de palete, asociată cu o roată de transmisie care punea în mișcare fusurile lanternei acționând piatra de moară superioară) sugerează că avea un randament de 30-35% datorită accelerării apei la nivelul jgheabului (randament de 10% pentru morile hidraulice cu debit natural) și suprafeței utile mari a paletelor sale.
O transcriere din secolul al XVII-lea a cartularului abației Villers-Bettnach menționează Audun-le-Tiche în 1289 și 1389 prin formele transcrise (traduse) Awedeux, Audieux și Audeux le Thieux.

## Războiul din 1870
Un incident a avut loc pe 30 august 1870, în care s-au distins vameșii însărcinați cu apărarea orașului Longwy. Pe 29 august, la ora 23:00, 110 vameși, 20 de pădurari și 20 de jandarmi au ieșit din Longwy, comandați de căpitanul vameșilor Lostie de Kerhor, pentru o recunoaștere spre Audun-le-Tiche. Pe 30 august, în jurul orei 4:00, coloana a intrat în Audun-le-Tiche, surprinzându-i pe prusacii care ocupau târgul. După un schimb de focuri, francezii s-au întors spre Longwy la ora 6:00.
Incidentul de la Audun-le-Tiche a provocat opt morți, cinci răniți, patru dispăruți și paisprezece prizonieri în rândurile germane, doi morți și șaptesprezece răniți în rândurile franceze.

### Nașterea și ascensiunea industriei siderurgice
La mijlocul secolului al XIX-lea, un furnal cu lemne aparținând familiei Bauret-Laval (Lavalle) era în funcțiune la Audun-le-Tiche, pe un amplasament diferit de linia viitoarelor furnale (informație preluată din arhivele pictorului Ponsin). Apoi, între 1872 și 1899, au fost aprinse patru furnale. În 1899, societatea a luat numele de Société des Hauts-Fourneaux et Mines d’Audun-le-Tiche, care a devenit în 1919 Société Minière des Terres-Rouges (creată în timpul vânzării, în 1919, a fabricii confiscate de la Société de Gelsenkirchen, către Syndicat de l’Alzette, cu 55% capital francez, 25% luxemburghez și 20% belgian), pentru a trece în 1964 sub controlul Arbed. Mina de fier Terres Rouges a fost ultima mină de fier din Lorena care s-a închis, în 1997.

## Populația și societatea

### Date demografice
Evoluția numărului de locuitori este cunoscută prin recensămintele populației efectuate în comună începând din 1793. Pentru comunele cu mai puțin de 10 000 de locuitori, un recensământ al întregii populații este realizat la fiecare cinci ani, populațiile legale pentru anii intermediari fiind estimate prin interpolare sau extrapolare.
În 2022, comuna număra 7 268 locuitori, în creștere cu +6,88 % față de 2016 (Moselle: +0,52 %, Franța fără Mayotte: +2,11 %).
| An        | 1793 | 1821 | 1841 | 1861  | 1875  | 1885  | 1900  | 1921  | 1936  | 1962  | 1982  | 2006  | 2014  | 2022  |
| --------- | ---- | ---- | ---- | ----- | ----- | ----- | ----- | ----- | ----- | ----- | ----- | ----- | ----- | ----- |
| Populație | 516  | 592  | 834  | 1 008 | 1 081 | 1 708 | 4 780 | 4 441 | 6 292 | 8 522 | 6 391 | 5 949 | 6 691 | 7 268 |

## Cultură locală și patrimoniu

### Locuri și monumente

#### Edificii civile, militare și industriale
- Vechi castele: Încă din secolul al XIII-lea exista un prim castel fortificat, căruia i s-a adăugat mai târziu Château-Haut (Castelul de Sus). Ambele au fost distruse în 1675, din ordinul lui Ludovic al XIV-lea. Audun era sediul unei seniorii, cea a dinastiei Malberg. Ele se aflau între străzile Faïencerie și Bétiel, adică deasupra actualei Place du Château (Piața Castelului).
- Caroul minei Saint-Michel: Sit patrimonial care include un apeduct galo-roman, o galerie descendentă a minei, un chevalement (schelă de extracție), Umbau (proiect de fabrică de rachete V2).
- Le Magery: Intrare în mină și vestiare pe Rue Gambetta.
- Fostele ateliere tehnice ale Arbed și intrarea feroviară a minei Terres Rouges.
- Fosta cantină a minerilor și topitorilor celibatari pe Chemin des Dames.
- Fostele economate muncitorești pe Rue Gambetta.
- Monumentul Deportaților (operă a lui Almicar Zannoni).
- Ferme, dintre care cele mai vechi datează din secolul al XVIII-lea în "Vieil Audun" (Audunul Vechi) și la Hirps (ferma Louis), case burgheze (Fick, Rodighiero, François etc.) și colonii miniere din secolele al XIX-lea și al XX-lea. Arhitectura anumitor clădiri, cum ar fi fostul tribunal (astăzi MJC și Centru Sociocultural), este caracteristică anexării germane și contrastează cu arhitectura orașului vecin Villerupt, care a rămas francez.
- Spălătorie din piatră locală pe Rue des Fontaines.
- Mine de suprafață ale Bois de Butte și de la Borne de Fer.
- Fosta turnătorie (astăzi magazin MCA).
- Cazematele Liniei Maginot pe platou.

#### Edificii religioase
- Biserica Saint-François-d'Assise, ridicată în 1934, a înlocuit biserica Saint-Donat din 1846. Aceasta se afla pe locul curții școlii Marie-Curie, care a înlocuit capela Saint-Jacques situată pe locul fostului tribunal construit în timpul anexării germane (astăzi, Casa Tineretului și a Culturii). Altarul și amvonul din secolul al XVIII-lea ale actualei clădiri provin din vechea biserică. Orga mare provine din biserica Sainte-Ségolène din Metz. Vitraliul transeptului sudic, opera artistului Camille Hilaire, reprezintă Triumful Fecioarei.
- Templul protestant, ridicat în 1893, a văzut primul act înscris în registrele parohiei pe 22 aprilie 1893. Acest loc încărcat de istorie, construit în perioada germană, prezintă un caracter arhitectural foarte interesant. Construit între 1902 și 1906 de manufactura Dalstein-Haerpfer, orga este în stare bună de conservare, deși nefuncțională, ventilatorul fiind defect. Are două claviaturi, un pedalier și 7 registre cu tracțiune pneumatică tubulară cu releu dublu. Astăzi transformat în muzeu arheologic[45], templul găzduiește descoperirile făcute la Audun-le-Tiche și în împrejurimi.
- Capela Notre-Dame-de-Lorette, astăzi transformată în auditoriu.
- Calvarul: ansamblu patrimonial cu vocație cultuală înscris în inventarul Monumentelor Istorice pe 1 decembrie 2016, cuprinzând un drum al crucii cu 14 stații. A fost ridicat de parohia catolică din Audun-le-Tiche în colaborare cu Misiunea catolică italiană din Audun-le-Tiche și Misiunea catolică poloneză din Audun-le-Tiche. A fost consacrat în 1952. Calvarul include și un oratoriu construit de mineri din localitate în 1954 și dedicat sfintei Barbara, patroana lor.
- Sala Regatului a Martorilor lui Iehova, rue du Maréchal Joffre.
- Biserica protestantă evanghelică La Résurrection et la Vie, rue Leclerc.

#### Situri arheologice și naturale
- Necropolă merovingiană cu 203 morminte, excavată între 1968 și 1985, și fanum (templu) galo-roman ocupat până în secolul al IV-lea d.Hr., într-o zonă împădurită la sud-vest de oraș, în apropierea Calvarului.
- Drum galo-roman la Pfaffental.
- Foste cariere de piatră calcară (Poncin, Speck, Bannbusch etc.): au devenit zone naturale cu o biodiversitate remarcabilă și conservată (Quart de Réserve, fostă carieră Speck) și găzduiesc activități de agrement precum balistica (Poncin) sau escalada (Andriollo).
- Peștera-diaclază de la calea ferată[46]: accesul la această peșteră este reglementat de o convenție semnată între primărie și Liga Speologică din Lorena[47].

### Personalități
- Julien Darui (1916-1987), fotbalist francez, și-a petrecut copilăria la Audun-le-Tiche.
- Aurélie Filippetti (1973), politiciană, ministru al Culturii și Comunicării în guvernul Ayrault și romancieră franceză.
- Jules Sbroglia (1929-2007), fotbalist francez (din 1945 până în 1965), născut la Audun-le-Tiche.